# Hastula hastata
Hastula hastata är en snäckart som först beskrevs av Gmelin 1791.  Hastula hastata ingår i släktet Hastula och familjen Terebridae. Inga underarter finns listade i Catalogue of Life.